# Gmina Stupnik
Gmina Stupnik (chorw. Općina Stupnik) – gmina w Chorwacji, w żupanii zagrzebskiej. W 2011 roku liczyła  3735 mieszkańców.